# Sozialistische Bruderländer
Als sozialistische Bruderländer oder Bruderstaaten bezeichneten sich untereinander die Mitglieder des Warschauer Paktes oder auch die Mitglieder des Rates für gegenseitige Wirtschaftshilfe. Im weiteren Sinne wurde sie auch auf andere Staaten angewandt, die eine sozialistische Gesellschaftsordnung hatten beziehungsweise dem Kommunismus zustrebten. Da aber in vielen nicht an den Vertrag gebundenen Ländern sich die ideologische Ausrichtung mit einem Machtwechsel oft änderte, war der Kreis der sozialistischen Bruderländer einem ständigen Wechsel ausgesetzt.